# NGC 5210
NGC 5210 је спирална галаксија у сазвежђу Девица која се налази на NGC листи објеката дубоког неба.
Деклинација објекта је + 7° 10' 12" а ректасцензија 13h 32m 49,4s. Привидна величина (магнитуда) објекта NGC 5210 износи 13,2 а фотографска магнитуда 14,1. NGC 5210 је још познат и под ознакама UGC 8523, MCG 1-35-3, CGCG 45-10, PGC 47678.